# ISO 3166-2:AR
ISO 3166-2:AR is een ISO-standaard met betrekking tot de zogenaamde geocodes. Het is een subset van de ISO 3166-2 tabel, die specifiek betrekking heeft op Argentinië. 
De gegevens werden tot op 30 juni 2010 geüpdatet op het ISO Online Browsing Platform (OBP). Hier worden 23 provincies - province (en) / province (fr) / provincia (es) - en 1 stad - city (en) / ville (fr) / ciudad (es) gedefinieerd.
Volgens de eerste set, ISO 3166-1, staat AR voor het land, het tweede gedeelte is een eenletterige code.

## Codes
| Code | Naam                            | Categorie |
| ---- | ------------------------------- | --------- |
| AR-B | Buenos Aires                    | provincie |
| AR-K | Catamarca                       | provincie |
| AR-C | Ciudad Autónoma de Buenos Aires | stad      |
| AR-X | Córdoba                         | provincie |
| AR-W | Corrientes                      | provincie |
| AR-H | Chaco                           | provincie |
| AR-U | Chubut                          | provincie |
| AR-E | Entre Ríos                      | provincie |
| AR-P | Formosa                         | provincie |
| AR-Y | Jujuy                           | provincie |
| AR-L | La Pampa                        | provincie |
| AR-F | La Rioja                        | provincie |
| AR-M | Mendoza                         | provincie |
| AR-N | Misiones                        | provincie |
| AR-Q | Neuquén                         | provincie |
| AR-R | Río Negro                       | provincie |
| AR-A | Salta                           | provincie |
| AR-J | San Juan                        | provincie |
| AR-D | San Luis                        | provincie |
| AR-Z | Santa Cruz                      | provincie |
| AR-S | Santa Fe                        | provincie |
| AR-G | Santiago del Estero             | provincie |
| AR-V | Tierra del Fuego                | provincie |
| AR-T | Tucumán                         | provincie |